# Серизи Бел Етоал
Серизи Бел Етоал (фр. Cerisy-Belle-Etoile) насеље је и општина у северној Француској у региону Доња Нормандија, у департману Орн која припада префектури Аржантан.
По подацима из 2011. године у општини је живело 736 становника, а густина насељености је износила 54,93 становника/km². Општина се простире на површини од 13,4 km². Налази се на средњој надморској висини од 265 метара (максималној 256 m, а минималној 102 m).

## Демографија
| 1962. | 1968. | 1975. | 1982. | 1990. | 1999. | 2011. |
| ----- | ----- | ----- | ----- | ----- | ----- | ----- |
| 556   | 596   | 585   | 639   | 704   | 688   | 736   |

График промене броја становника у току последњих година